# Steffen Blochwitz
Steffen Blochwitz (Herzberg, 8 de septiembre de 1967) es un deportista de la RDA que compitió en ciclismo en las modalidades de pista, especialista en las pruebas de persecución, y ruta.
Participó en los Juegos Olímpicos de Seúl 1988, obteniendo la medalla de plata en la prueba de persecución por equipos (junto con Roland Hennig, Dirk Meier y Carsten Wolf).
Ganó cuatro medallas en el Campeonato Mundial de Ciclismo en Pista entre los años 1986 y 1989.

## Medallero internacional
| Juegos Olímpicos   | Juegos Olímpicos                  | Juegos Olímpicos  | Juegos Olímpicos            |
| Año                | Lugar                             | Medalla           | Competición                 |
| ------------------ | --------------------------------- | ----------------- | --------------------------- |
| 1988               | Seúl (Corea del Sur)              | Medalla de plata  | Persecución por equipos     |
| Campeonato Mundial |                                   |                   |                             |
| Año                | Lugar                             | Medalla           | Competición                 |
| 1986               | Colorado Springs (Estados Unidos) | Medalla de plata  | Persecución por equipos (A) |
| 1987               | Viena (Austria)                   | Medalla de plata  | Persecución por equipos (A) |
| 1989               | Lyon (Francia)                    | Medalla de oro    | Persecución por equipos (A) |
| 1989               | Lyon (Francia)                    | Medalla de bronce | Persecución individual (A)  |